# 入來晃久
入來 晃久（いりき あきひさ、1982年1月25日 - ）は、日本の男性ブラジリアン柔術家、柔道家。柔道三段。鹿児島県出身、神奈川県在住。鹿児島県立鶴丸高等学校から大阪大学人間科学部に進学。大阪大学大学院博士前期課程修了。東海大学医学部卒業。
元ブラジリアン柔術日本連盟会長・中井祐樹（北海道大学柔道部OB）や寝技ワールド代表の大賀幹夫（九州大学柔道部OB）などと同様、七帝柔道出身で、黒帯昇進の際に受けた雑誌インタビューで「柔道?柔術?僕は七帝です」と答えており、七帝柔道への思い入れは相当強い。入來のブラジリアン柔術での活躍は、再度中井祐樹、大賀幹夫、山下志功らを輩出した七帝柔道への注目を高め、その後の七帝柔道とブラジリアン柔術やその他格闘技との技術交流の一翼を担ったといえる。
2006年のアジア選手権第一回大会において、当時国内最強と目されていたクリスチアーノ上西と対戦し、逆転のパスガードで勝利し、無差別級を優勝、階級別も制し、二冠に輝いた。その後黒帯に昇格し、関西圏で初の日本人黒帯認定となった。
2007年のドゥマウGPで、メイオペサード級決勝で世界王者のホムロ・バッハウRomulo Barralと対戦し、ポイント0-0、アドバンテージ2-1の僅差で惜敗した。同無差別級決勝でもRomulo Barralとの再戦となり、一本負けを喫した。
2010年の全日本選手権では、当時の日本柔術界における頂上決戦として注目された中村大輔との試合に一本勝ちを収め無差別級優勝、階級別も優勝し、二階級制覇を達成した。
同2010年に世界柔術選手権においては、日本人で初めて黒帯無差別級一回戦を突破するなど健闘したが、無差別級・階級別それぞれシャンジ・ヒベイロAlexandre "Xande" Ribeiro、オタービオ・ソウザOtávio Souzaに敗れた。

## 戦績
- 2005年、ブラジリアン柔術全日本選手権 アダルト紫帯ペサード級 優勝、アブソルート級 準優勝
- 2005年、Campeonato Japones de Jiu-Jitsu ABERTO アダルト茶帯ペサード級 優勝
- 2006年、ブラジリアン柔術アジア選手権 アダルト茶帯ペサード級＆アブソルート級 優勝
- 2007年、ADCCサブミッション・ファイティング世界選手権（アブダビコンバット）日本予選-99kg級　準優勝
- 2007年、DUMAU INTERNACIONAL GP　アダルト黒帯メイオペサード級 準優勝、アブソルート級 準優勝
- 2010年、ブラジリアン柔術全日本選手権 アダルト黒帯ペサード級 優勝、アブソルート級 優勝
- 2010年、世界柔術選手権Campeonato Mundial de Jiu-Jitsu　アダルト黒帯メイオペサード級　ベスト16
- 2010年、ブラジリアン柔術アジア選手権　アダルト黒帯ペサード級 準優勝
- 2012年、ブラジリアン柔術アジア選手権　アダルト黒帯スペルペサード級 優勝
- 2015年、ブラジリアン柔術アジア選手権　アダルト黒帯メイオペサード級 準優勝
- 2015年、全日本医師柔道優勝大会　優勝